# Filmes de 1945 da Paramount Pictures
Em 1945, a Paramount Pictures lançou um total de 23 filmes.

## Destaques
As produções mais significativas foram:
- Kitty, drama histórico que marcou o ápice da carreira de Paulette Goddard, aqui como uma garota de rua na Londres do século XVIII envolvida com a nobreza
- The Lost Weekend, drama sombrio de Billy Wilder que se tornou um clássico do cinema, um vigoroso libelo contra o alcoolismo premiado com quatro Oscar
- Love Letters, caprichado drama direcionado ao público feminino, estrelado por Jennifer Jones e Joseph Cotten, com um tema musical que se tornou grande sucesso
- A Medal for Benny, drama satírico sobre a hipocrisia e falsidade humanas, com grandes desempenhos de Dorothy Lamour e J. Carrol Naish, este indicado ao Oscar
- Murder, He Says, hilariante comédia "mortalmente engraçada, menos para aqueles que não pensavam que houvesse graça em matar"[1], com fina atuação de Fred MacMurray
- Road to Utopia, quarto filme da série "Road to...", "uma avalanche de chistes, falas improvisadas, brincadeiras internas, piadas visuais, animais falantes e canções"[1]
- Salty O'Rourke, drama criminal de roteiro engenhoso, com Alan Ladd bem dirigido por Raoul Walsh, o que resultou em grande sucesso de bilheteria

## Prêmios Oscar
Décima oitava cerimônia, com os filmes exibidos em Los Angeles em 1945:
| Filme                                  | Indicações | Premiações                                         |
| -------------------------------------- | --- | -------------------------------------------------- |
| The Affairs of Susan                   | História Original | ---                                                |
| Frenchman's Creek (produção de 1944)   | Direção de Arte/Decoração de Interiores (em cores)                                                                                   | Direção de Arte/Decoração de Interiores (em cores) |
| Here Come the Waves (produção de 1944) | Canção | ---                                                |
| Incendiary Blonde                      | Trilha Sonora (filme musical) | ---                                                |
| Jasper and the Beanstalk               | Curta-Metragem de Animação | ---                                                |
| The Little Witch                       | Curta-Metragem em Live Action (2 bobinas)                                                                                            | ---                                                |
| The Lost Weekend                       | Filme Ator (Ray Milland) Diretor Roteiro Adaptado Fotografia (preto e branco) Montagem Trilha Sonora (filme dramático ou comédia)    | Filme Ator Diretor Roteiro Adaptado                |
| Love Letters                           | Atriz (Jennifer Jones) Direção de Arte/Decoração de Interiores (em preto e branco) Canção Trilha Sonora (filme dramático ou comédia) | ---                                                |
| A Medal for Benny                      | Ator Coadjuvante (J. Carrol Naish) História Original                                                                                 | ---                                                |
| Salty O'Rourke                         | Roteiro Original | ---                                                |
| The Unseen                             | Gravação de Som | ---                                                |
| White Rhapsody                         | Curta-Metragem em Live Action (1 bobina)                                                                                             | ---                                                |

### Prêmios Especiais ou Técnicos
- Loren L. Ryder, Charles R. Daily e o Departamento de Som da Paramount: Prêmio Científico ou Técnico (Classe III - Certificado de Menção Honrosa), "pelo projeto, fabricação e utilização do primeiro canal de som de controle gradual por disco, e um circuito de teste"[2]

## Os filmes de 1945
| Título original      | Título PT/BR                | Título PT/PT             | Astros                            | Diretor          |
| -------------------- | --------------------------- | ------------------------ | --------------------------------- | ---------------- |
| The Affairs of Susan | Os Amores de Suzana         | Os Amores de Susana      | Joan Fontaine, George Brent       | William Seiter   |
| Bring on the Girls   | Acontece Que Sou Rico       |                          | Eddie Bracken, Veronica Lake      | Sidney Lanfield  |
| Duffy's Tavern       | A Taverna de Duffy          | Carnaval de Estrelas     | Ed Gardner, Bing Crosby           | Hal Walker       |
| Follow That Woman    |                             |                          | William Gargan, Nancy Kelly       | Lew Landers      |
| High-Powered         |                             |                          | Robert Lowery, Phyllis Brooks     | William Berke    |
| Hold That Blonde     | Agarre Essa Loura           |                          | Eddie Bracken, Veronica Lake      | George Marshall  |
| Incendiary Blonde    | Chispa de Fogo              | A Loira Incendiária      | Betty Hutton, Arturo de Córdova   | George Marshall  |
| Kitty                | A Flor do Lodo              | Kitty                    | Paulette Goddard, Ray Milland     | Mitchell Leisen  |
| Love Letters         | Um Amor em Cada Vida        | Cartas de Amor           | Jennifer Jones, Joseph Cotten     | William Dieterle |
| The Lost Weekend     | Farrapo Humano              | Farrapo Humano           | Ray Milland, Jane Wyman           | Billy Wilder     |
| Masquerade in Mexico | Fantasia Mexicana           |                          | Dorothy Lamour, Arturo de Córdova | Mitchell Leisen  |
| A Medal for Benny    | A Morte de Uma Ilusão       | A Morte de Uma Ilusão    | Dorothy Lamour, Arturo de Córdova | Irving Pichel    |
| Midnight Manhunt     | O Morto Sequestrado         |                          | William Gargan, Ann Savage        | William Thomas   |
| Miss Susie Slagle's  | A Vida É Uma Só             |                          | Veronica Lake, Sonny Tufts        | John Berry       |
| Murder, He Says      | Ninho da Serpente           |                          | Fred MacMurray, Helen Walker      | George Marshall  |
| Out of This World    | Do Outro Mundo              | Fora Deste Mundo         | Eddie Bracken, Veronica Lake      | Hal Walker       |
| Road to Utopia       | Dois Malandros e Uma Garota | Oiro!!!                  | Bing Crosby, Bob Hope             | Hal Walker       |
| Salty O'Rourke       | Quase Uma Traição           | Quase Uma Traição        | Alan Ladd, Gail Russell           | Raoul Walsh      |
| Scared Stiff         | A Ronda dos Pavores         |                          | Jack Haley, Ann Savage            | Frank McDonald   |
| The Stork Club       | Minha Vida e Meus Amores    | Um Milhão Por Recompensa | Betty Hutton, Barry Fitzgerald    | Hal Walker       |
| Tokyo Rose           | A Rosa de Tóquio            |                          | Byron Barr, Osa Massen            | Lew Landers      |
| The Unseen           | Medo Que Domina             | Medo Que Domina          | Joel McCrea, Gail Russell         | Lewis Allen      |
| You Came Along       | Amarga Ironia               |                          | Robert Cummings, Lizabeth Scott   | John Farrow      |